# John Brooks (Politiker, 1752)

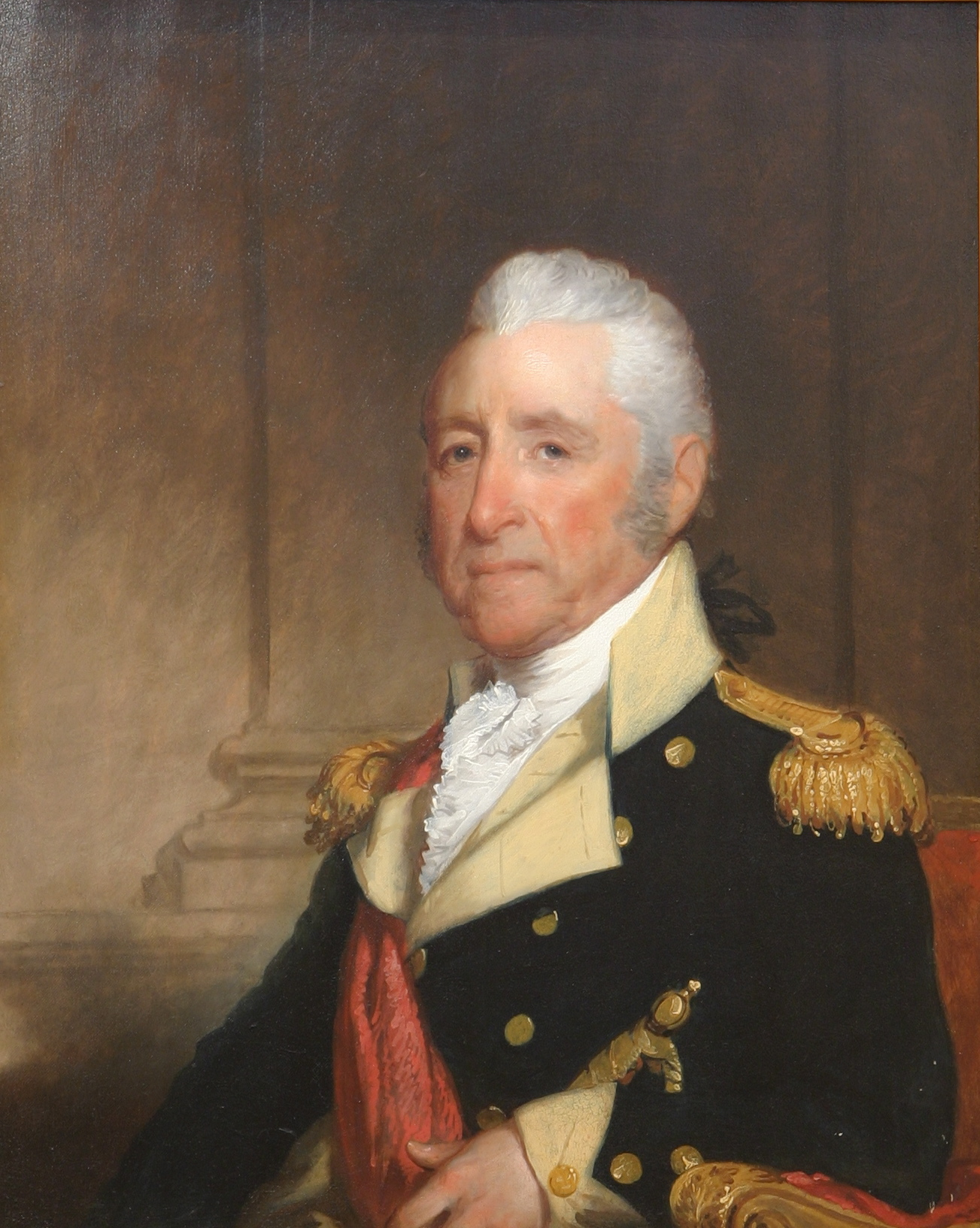
John Brooks (1820, Porträt von Gilbert Stuart)

John Brooks (* 4. Mai 1752 in Medford, Province of Massachusetts Bay; † 1. März 1825 ebenda) war ein US-amerikanischer Politiker und von 1816 bis 1823 Gouverneur des Bundesstaates Massachusetts.

## Frühe Jahre und politischer Aufstieg
John Brooks besuchte die öffentlichen Schulen seiner Heimat. Nach einem anschließenden Medizinstudium arbeitete er als Arzt in Reading und in Medfield. Während des Unabhängigkeitskrieges kämpfte er in der Kontinentalarmee und nahm an mehreren Schlachten teil.
Nach dem Krieg begann Brooks auch eine politische Laufbahn. Er wurde Mitglied der von Alexander Hamilton gegründeten Föderalistischen Partei. Zwischen 1785 und 1786 war er Abgeordneter im Repräsentantenhaus von Massachusetts. Im Jahr 1788 war er Mitglied der Versammlung, die für Massachusetts die Verfassung der Vereinigten Staaten ratifizierte. Als Generalmajor der Miliz schlug er 1786 die sogenannte Shay-Rebellion nieder. 1791 war er Bundesmarshal für Massachusetts. Im gleichen Jahr war er auch Mitglied des Staatssenats. Von 1792 bis 1796 war er Brigadegeneral der US Army und zwischen 1812 und 1816 war er als Adjutant General Kommandeur der Miliz seines Staates. Am 1. April 1816 wurde er zum neuen Gouverneur gewählt.

## Gouverneur von Massachusetts
John Brooks trat sein Amt am 30. Mai 1816 an. Nachdem er in den folgenden Jahren jeweils wiedergewählt worden war, konnte er dieses Amt bis zum 31. Mai 1823 ausüben. Das wichtigste Ereignis dieser Zeit war die Gründung des Staates Maine im Jahr 1820. Das Gebiet des neuen Staates gehörte bis dahin zu Massachusetts. Die Gründung von Maine war Teil des von Senator Henry Clay erarbeiteten Missouri-Kompromisses von 1820, wonach Maine als sklavenfreier Staat und Missouri als Staat, in dem die Sklaverei erlaubt war, in die Union aufgenommen werden sollten. In Brooks’ Amtszeit wurde die Staatsverfassung von Massachusetts reformiert. Im Jahr 1823 lehnte der Gouverneur eine erneute Kandidatur ab. Er war der letzte Föderalist, der in den Vereinigten Staaten in ein wichtiges politisches Amt gewählt wurde, ehe sich die Partei auflöste.
Nach dem Ende seiner Gouverneurszeit zog sich John Brooks aus der Politik zurück. Er starb am 1. März 1825. Mit seiner Frau Lucy Smith hatte Gouverneur Brooks ein Kind.